# Дождь (песня Земфиры)
«Дождь» — песня, записанная российской исполнительницей Земфирой. Написанная самой исполнительницей, композиция была выпущена 24 декабря 2012 года, как сингл артистки. Песня вошла в саундтрек к фильму Ренаты Литвиновой «Последняя сказка Риты» (2012).

## Предыстория и релиз
В 2012 году Земфира в качестве продюсера и композитора занималась производством фильма «Последняя сказка Риты», к которому написала одноимённый саундтрек. В декабре в эфире «Нашего радио» появилась песня «Дождь», ставшая саундтреком к картине. 24 декабря состоялся общий релиз сингла и песня была размещена для радиоротации на портале Tophit.

## Реакция критики
В целом песня получила положительную оценку от ведущих музыкальных журналистов, критиков и программных директоров радиостанций России и достигла четвёртого места в «Экспертном чарте» портала «Красная звезда». Редактор музыкального раздела «Русского репортёра» Наталья Зайцева включила «Дождь» в список «10 лучших песен года, написанных женщинами». Критик отмечала, что песня хорошая и в ней слышно, что написана она специально для фильма: «Все очень в духе Земфиры: с одной стороны, легко ложится на слух, с другой — нет ни грамма пошлости ни в музыке, ни в тексте, ни в аранжировке. Прохладно и безупречно. Но требует картинки или хотя бы визуального воспоминания». Александр Горбачёв из журнала «Афиша» отмечал в композиции «сложновыстроенную драматургию чувств».

## Чарты
| Страна/территория (Чарт)        | Высшая позиция |
| ------------------------------- | -------------- |
| Красная звезда. Сводный чарт    | 66             |
| Красная звезда. Экспертный чарт | 4              |
| Красная звезда. Народный чарт   | 37             |
| Tophit Общий Топ-100            | 173            |
| Tophit Топ-100 по заявкам       | 107            |